# 韓昇洙
韓 昇洙（ハン・スンス、韓国語: 한승수、1936年12月28日 - ）は、韓国の政治家、外交官。第39代国務総理、第13・15・16代国会議員。本貫は清州韓氏。カトリック教徒。

## 人物
江原道春川邑出身。延世大学校政治外交学科を卒業後、ソウル大学校、イギリスのヨーク大学大学院で修士・博士課程を修了し、ヨーク大学、ケンブリッジ大学、ソウル大学経済学科に教授として20年近く在職し、アメリカのハーバード大学や東京大学でも講義を行った。政策研究大学院大学ではシニア・フェロー（特任研究教授）をつとめるなど日本国内においても幅広い活動を行っている。また、ベネズエラ招請財政諮問官、世界銀行財政諮問官、ヨルダン政府財政顧問官などを歴任し、国際舞台での経験が多い事でも知られている。
朴正煕大統領暗殺後の第五共和国政権下では、1980年に粛軍クーデターで政権を握った当時の全斗煥大統領が、非常戒厳令下で大統領を補佐する為に設立した国家保衛非常対策委員会のメンバーとなった。1987年には、商工部貿易委員会初代委員長として初めて官職に就いた。この間、1986年から1987年にかけて、東京大学教養学部で客員教授として教鞭をとっている。
1988年の13代国会議員総選挙では、民主正義党候補として出馬（江原道・春川市）し、政界入りを果たした（後に、民主自由党→新韓国党と党籍変更）。盧泰愚政権では商工部長官（〜1990年）、ウルグアイ・ラウンド特別委員長等を歴任し、文民政権である金泳三政権下でも、第15代駐米大使（1993年4月〜1994年12月）、大統領秘書室長、副首相兼第3代財政経済院長官（1996年8月〜1997年3月）、ハンナラ党経済政策委員会委員長（1998年）を務めた。この間、1996年の第15代総選挙（新韓国党、江原道・春川）で再度当選している。
金大中政権では再び外交を舞台に活躍する事となり、列国議会同盟韓国理事会議長、第30代外交通商部長官（2001年3月〜2002年2月）、第56代国際連合総会議長（2001年3月〜2002年2月）等を務めた。2001年12月10日には、国連がノーベル平和賞を受賞したことから、国連総会議長としてコフィー・アナン国連事務総長と共にノーベル賞授賞式に出席した。2000年の第16代総選挙（民主国民党、江原道・春川）で3回目の当選（後にハンナラ党に党籍変更）。
盧武鉉政権では、2005年から2014年平昌冬季オリンピック招致委員長を務め、2007年5月から国連気候変動特使として活動している。
2008年2月25日に、李明博政権の初代国務総理になった。2008年7月22日に、仏教指導者の「竹島のみならず対馬がひとときうち（韓国）の領土だった事がある」という説に竹島については同意したが対馬については明言を避けた。
2008年7月29日、日韓両政府が領有権を主張する竹島（韓国名：独島）に、現職首相として初めて上陸した。
2019年12月には柳韓財団の理事長として、北朝鮮出身の大学生70人に1人当たり300万ウォンの奨学金を提供した。

## 親族
教育者の陸寅順は岳母、元国会議員の金世淵は娘婿。また、元国会議員の陸寅修は妻のおじ、朴正煕夫人の陸英修は妻の叔母、元大統領の朴槿恵、社会事業家の朴槿令、実業家の朴志晩は妻のいとこ、元農水産部長官の張徳鎮、元国会議員の尹錫民は妻の姉妹の夫である。

## エピソード
元国連事務総長の潘基文は韓の駐米大使時代の駐米韓国大使館の政務公使であった。韓が2001年に国連総会議長に就任すると、潘を議長秘書室長兼国連副大使に抜擢した。
『サウスパーク』のシーズン13には、マッティ・ヴァンハネン、麻生太郎、温家宝、ゴードン・ブラウン、シルヴィオ・ベルルスコーニ、ウラジーミル・プーチン、ルイス・イナシオ・ルーラ・ダ・シルヴァ、ライラ・オディンガ、ニコラ・サルコジ、アンゲラ・メルケル、ジョン・ハワードらと共に「国のリーダー」として登場した。